# 東方長尾鮨
東方長尾鮨，為輻鰭魚綱鱸形目鱸亞目鮨科的其中一種，分布於中東太平洋區，從加利福尼亞灣至巴拿馬海域，棲息深度155-320公尺，本魚背部淡紅色，腹部銀白色，魚鰭淺黃色，背鰭硬棘10枚;背鰭軟條14-15枚;臀鰭硬棘3枚;臀鰭軟條8枚，體長可達18公分，為底棲性魚類，屬肉食性，可做為食用魚。

## 擴展閱讀
維基物種上的相關：東方長尾鮨